# 良景巴士總站
良景邨總站（英文：Leung King Estate Bus Terminus）位於香港屯門田景路良景商場底，在良景邨和田景邨之間，鄰近輕鐵良景站，現時有3條巴士路線及1條專線小巴路線以此處為總站，另外有2條專線小巴路線途經此站。此總站曾是九巴最西端的巴士總站，於2020年10月10日由曾咀巴士總站取代。

## 歷史
- 1988年2月26日：良景邨巴士總站啟用，當時未有巴士路線利用，直至同年3月21日，63A線(當時是來往元朗)於由山景邨延長至此站。
- 1988年7月16日：58M線開辦。
- 1988年8月8日：63A線改由九鐵巴士接辦
- 1988年9月18日：63A線取消
- 1990年3月12日：58X線開辦。
- 1992年4月30日：58P線開辦。
- 2010年3月22日：58P線總站再次由良景巴士總站遷往田景邨（田裕樓）。
- 2012年3月12日:961P線開辦
- 2021年9月13日:961S線開辦

## 總站路線資料

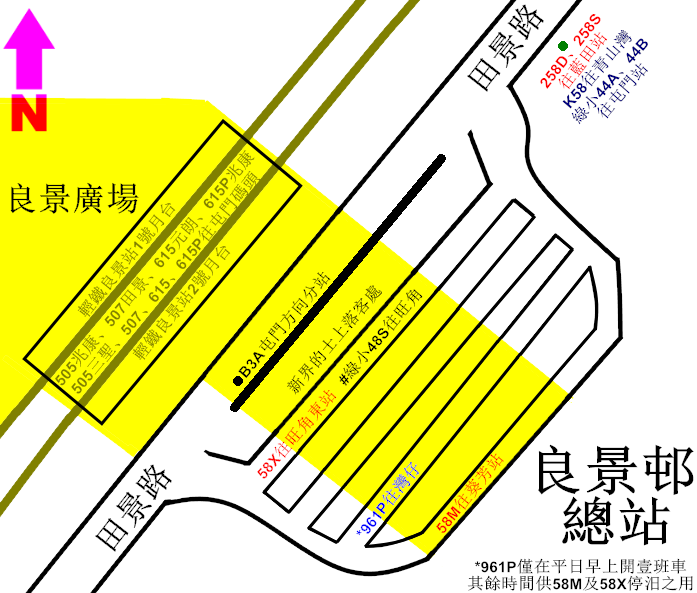
良景邨巴士總站的平面圖

### 九龍巴士58M線
- 屯門（良景邨） ↔ 葵芳站

由九龍巴士營運的一條路線，提供良景、田景、寶田、建生及屯門市中心往來荃灣及葵涌的巴士服務。於1988年7月16日開辦。

### 九龍巴士58X線
- 屯門（良景邨） ↔ 旺角東站

由九龍巴士營運的一條路線，提供屯門良田區、建生、新墟及屯門市中心往來長沙灣及旺角的巴士服務。於1990年3月12日起開辦。

### 過海隧道巴士961P、961S線
961P
- 屯門（良景邨）→ 銅鑼灣（維多利亞公園）

961S
- 屯門（良景邨）→ 銅鑼灣（維多利亞公園）

為過海隧道巴士961線特別班次服務，於2012年3月12日起開辦。

### 新界區專線小巴48S線
- 良景邨 ↔ 旺角（弼街）

提供良田、建生、屯門南、安定、友愛往來美孚、長沙灣、深水埗及旺角的通宵專線小巴服務，於1990年8月起投入服務。

## 途經路線資料

### 新界區專線小巴44A線
- 屯門站 ↔ 上水站

提供港鐵屯門鐵路站、新墟、河田工業區、大興、良田及兆康苑往來港鐵上水鐵路站的專線小巴服務，於1998投入服務。主要方便沿途居民往來上水及轉乘港鐵東鐵綫往來內地。 

### 新界區專線小巴44B線
- 屯門站／屯門碼頭 ↔ 落馬洲轉車站／落馬洲管制站

提供港鐵屯門鐵路站、新墟、河田工業區、大興、良田、建生及兆康苑往來落馬洲轉車站/管制站的專線小巴服務，於1999年起投入服務。主要方便沿途居民往來落馬洲轉車站，再轉車往皇崗口岸。現為24小時行走，深宵班次延長至落馬洲管制站及屯門碼頭。

### 城巴B3A線
- 山景邨（景樂樓） ↔ 深圳灣口岸

提供山景邨、大興邨、良田、建生、兆康苑及富泰邨往來深圳灣口岸的過境巴士服務，於2008年8月16日開辦，方便上述居民經深圳灣口岸往來內地。

## 附近地點
- 良景邨
- 田景邨
- 新圍苑
- 兆邦苑
- 兆畦苑
- 兆隆苑
- 良景商場
- 良田體育館